# Детали (новостной сайт)
«Детали» — израильское новостное интернет-издание, основанное в 2017 году на средства израильского бизнесмена российского происхождения Леонида Невзлина, совладельца газеты «Гаарец» и собственника журнала «Либерал». Главным редактором «Деталей» с момента основания является Эмиль Шлеймович.
С 2020 года «Деталям» принадлежит израильский телеграм-канал на русском языке «Дежурный по Израилю».

## Штат
Изначально к проекту было привлечено около 10 штатных журналистов и редакторов, а также ряд фрилансеров. Среди авторов и сотрудников сайта: Елена Абрамова, Александра Аппельберг, Никита Аронов, Сергей Ауслендер, Дарья Гершберг, Евгений Марьяш, Вадим Найман, Максим Рейдер, Роман Янушевский и другие журналисты.

## Редакционная политика
В рамках сотрудничества с газетой «Гаарец» сайт «Детали» публикует переводы статей из неё на русский язык.
По мнению ряда русскоязычных израильских журналистов, приведённому новостным порталом «Walla!», издание было запланировано как ещё один левый новостной сайт, такой же, как «Гаарец», только на русском языке. Однако главный редактор сайта Эмиль Шлеймович не согласился с этой оценкой, заявив: «мы, в сущности, не левый сайт, а клонимся к центру». Позже, в интервью с Марком Кричевским на «Первом радио 89.1FM», он повторил эту позицию, добавив о сайте «Детали»: «Мы позиционировали и позиционируем его как либеральное издание <…> В настоящее время, да, у сайта достаточно ярко выраженная левоцентристская позиция <…> он левоцентристский <…> мы леволиберальное издание».
По вопросу медийной предвзятости в целом главный редактор издания Эмиль Шлеймович отметил: «Издание, которое берёт определённый крен — это нормально. Я вообще не верю в объективную журналистику изначально <…> Демократия существует не потому, что есть идеальные, как бы независимые СМИ, а потому, что есть баланс между СМИ, высказывающими разные точки зрения».